# SnatchBot
Software-ul SnatchBot este o unealtă gratuită pentru crearea de chatbot, bazată în cloud și destinată rețelelor sociale.

## Istoric
Fondată în 2015 de către Henri Ben Ezra și Avi Ben Ezra, SnatchBot este una dintre noile companii de tehnologie provenite din Herzliya Pituach, Israel.
În iulie 2017, Snatchbot a sponsorizat Summitul Chatbot care a avut loc în Berlin, Germania. Până în decembrie 2017, peste 30 de milioane de utilizatori finali interacționaseră cu chatboți construiți pe platforma SnatchBot.

## Servicii
SnatchBot îi ajută pe utilizatori să construiască boți pentru Facebook Messenger, Skype, Slack, SMS, Twitter și alte platforme de socializare. SnatchBot oferă, de asemenea, modele gratuite de Prelucrarea limbajului natural. Împreună cu uneltele de Învățare Programată ale companiei, platforma permite crearea de chatboți care pot analiza intențiile utilizatorilor.